# Michal Ordoš
Michal Ordoš (* 27. Januar 1983 in Znojmo) ist ein tschechischer Fußballspieler.

## Karriere
Michal Ordoš begann seine Karriere beim 1. FC Slovácko in der Gambrinus Liga. Gleich in seinem vierten Spiel für die Mannschaft aus der Mährischen Slowakei konnte er sein erstes Tor erzielen. Diesen folgten lediglich vier weitere und so zog es ihn zum FK Mladá Boleslav. Dort kam er meistens als Ergänzungsspieler zum Einsatz und wechselte im Sommer 2007 zu Bohemians 1905 und ein Jahr später für 2 Mio. CZK (ca. 80.000 Euro) zu SK Sigma Olomouc. In der Saison 2009/10 wurde er mit 12 Toren Torschützenkönig der Gambrinus Liga. 

## Erfolge
- 1× Torschützenkönig Gambrinus Liga: 2009/10 (12 Tore)